# تانيا أنيسيموفا
تانيا أنيسيموفا (بالإنجليزية: Tanya Anisimova)‏ هي عازفة تشيلو وملحنة أمريكية، ولدت في 15 فبراير 1966 في غروزني في روسيا.

## وصلات خارجية
- تانيا أنيسيموفا على موقع ميوزك برينز (الإنجليزية)
- تانيا أنيسيموفا على موقع أول ميوزيك (الإنجليزية)
- تانيا أنيسيموفا على موقع ديسكوغز (الإنجليزية)